# Mecklenburgisches Wörterbuch
 (mai 2019).
Si vous disposez d'ouvrages ou d'articles de référence ou si vous connaissez des sites web de qualité traitant du thème abordé ici, merci de compléter l'article en donnant les références utiles à sa vérifiabilité et en les liant à la section « Notes et références ».
Le Mecklenburgisches Wörterbuch (Dictionnaire des parlers mecklembourgeois) est un grand dictionnaire allemand qui étudie à la fois les dialectes et l'histoire de la langue  dans l’espace des anciens grands-duchés de Mecklembourg-Schwerin et de Mecklembourg-Strelitz.

## Caractéristiques
Dû à Richard Wossidlo et Hermann Teuchert, le Mecklenburgisches Wörterbuch en sept volumes est un dictionnaire bilingue, présenté dans un ordre alphabétique strict, de la langue locale du Mecklembourg qui appartient au bas-allemand. Le vocabulaire n’y est pas seulement étudié dans sa forme actuelle, mais aussi depuis l’époque où le pays a été colonisé, c’est-à-dire qu'il comprend la période du moyen bas-allemand. La langue de travail est l’allemand standard.
L’ouvrage n’étudie pas seulement la langue mais s’intéresse aussi au folklore, tel qu’il figure dans la grande anthologie de Wossidlos, ainsi qu’à l’histoire de l’agriculture, de l’économie et de la civilisation. Ces questions sont présentées en remontant aussi loin que possible dans le passé.
Comme, conformément à sa conception, ce dictionnaire s’arrête au dialecte du XXe siècle, le Mecklenburgisches Wörterbuch a également servi indirectement d’ouvrage de référence pour la Poméranie dans le domaine de l’histoire de la langue.

## Genèse de la collection
En 1926, Hermann Teuchert avait fondé l’Archiv Mecklenburgisches Wörterbuch (MWB) en relation non officielle avec la chaire de bas-allemand et de néerlandais de l’université de Rostock. Il y  reprenait le matériel de Richard Wossidlo, que depuis 1884 il avait recueilli puis spécialement sélectionné et préparé pour les archives, et il le compléta avec ses propres collections et d'autres qu'il avait lancées. Au total le nombre de documents est d'environ un million. Contrairement à d'autres grands dictionnaires de dialectes, le nombre de documents obtenus à partir de questionnaires est inférieur à celui obtenu à partir de la langue parlée, mais également à celui qui a été tiré de sources écrites.
C’est en 1937 que parut la première livraison du dictionnaire, mais Wossidlo n’avait pas participé à la rédaction du manuscrit. C’est Teuchert qui après sa mort en fut jusqu'en 1970 le seul rédacteur en chef et auteur principal. Le Mecklenburgisches Wörterbuch est devenu un dictionnaire universitaire en 1954, lorsque Teuchert a été en mesure de contribuer par son travail à l'Institut pour la langue et la littérature allemande à l'Académie allemande des sciences à Berlin (Institut für deutsche Sprache und Literatur an der Deutschen Akademie der Wissenschaften zu Berlin), dirigé par Theodor Frings. 